# Kathy
Pour les articles ayant des titres homophones, voir Cathy et Katie.
Cette page présente le prénom Kathy ainsi que ses variantes.
Kathy est un prénom féminin anglo-saxon.

## Variantes du prénom
- Cathy, Kate, Kathie, Katie

## Personnalités portant le prénom Kathy
- Pour l'ensemble des articles sur les personnes portant ce prénom, consulter :
  - la liste des articles dont le titre commence par ce prénom
  - les listes produites par Wikidata : Liste des personnes de prénom « Kathy » — même liste en incluant les éventuels prénoms composés qui contiennent « Kathy ».

## Personnalités portant le prénom Cathy
- Pour l'ensemble des articles sur les personnes portant ce prénom, consulter :
  - la liste des articles dont le titre commence par ce prénom
  - les listes produites par Wikidata : Liste des personnes de prénom « Cathy » — même liste en incluant les éventuels prénoms composés qui contiennent « Cathy ».

## Personnalités portant le prénom Kate
- Pour l'ensemble des articles sur les personnes portant ce prénom, consulter :
  - la liste des articles dont le titre commence par ce prénom
  - les listes produites par Wikidata : Liste des personnes de prénom « Kate » — même liste en incluant les éventuels prénoms composés qui contiennent « Kate ».

## Personnalités portant le prénom Kathie
- Pour l'ensemble des articles sur les personnes portant ce prénom, consulter :
  - la liste des articles dont le titre commence par ce prénom
  - les listes produites par Wikidata : Liste des personnes de prénom « Kathie » — même liste en incluant les éventuels prénoms composés qui contiennent « Kathie ».

## Personnalités portant le prénom Katie
- Pour l'ensemble des articles sur les personnes portant ce prénom, consulter :
  - la liste des articles dont le titre commence par ce prénom
  - les listes produites par Wikidata : Liste des personnes de prénom « Katie » — même liste en incluant les éventuels prénoms composés qui contiennent « Katie ».